# أليخاندرو فيبريرو
أليخاندرو فيبريرو (بالإسبانية: Alejandro Febrero)‏ (25 فبراير 1925 – 13 أغسطس 2010) هو سبّاح إسباني راحل، مثّل بلاده في الألعاب الأولمبية الصيفية 1948.

## روابط خارجية
أليخاندرو فيبريرو على موقع الاتحاد الدولي للسباحة (الإنجليزية)
- أليخاندرو فيبريرو على موقع اللجنة الأولمبية الدولية (الإنجليزية)
- أليخاندرو فيبريرو على موقع أوليمبيديا (الإنجليزية)
- أليخاندرو فيبريرو على موقع اللجنة الأولمبية الإسبانية (الإسبانية)